# Marek Wolf
| 8229 Kozelský    | 28 dicembre 1996  |
| 10390 Lenka      | 27 agosto 1997    |
| 10395 Jirkahorn  | 23 settembre 1997 |
| 13390 Bouška     | 18 marzo 1999     |
| 24858 Diethelm   | 21 gennaio 1996   |
| 26973 Lála       | 29 settembre 1997 |
| 27963 Hartkopf   | 25 settembre 1977 |
| 33040 Pavelmayer | 28 settembre 1997 |
| 36174 Podolský   | 23 settembre 1999 |
| 40444 Palacký    | 12 settembre 1999 |

Marek Wolf (30 giugno 1957) è un astronomo ceco.
È direttore dell'Istituto di Astronomia dell'Università Carolina di Praga.
Il Minor Planet Center gli accredita la scoperta di diciotto asteroidi, effettuate tra il 1995 e il 2001, la maggior parte dei quali in collaborazione con Petr Pravec e Lenka Šarounová.
In letteratura è citato come M. Wolf da non confondersi con M. F. Wolf che indica Max Wolf, astronomo tedesco, pioniere dell'astrofotografia.